# Brachythecium nitidulum
Brachythecium nitidulum är en bladmossart som beskrevs av Noguchi 1980. Brachythecium nitidulum ingår i släktet gräsmossor, och familjen Brachytheciaceae. Inga underarter finns listade i Catalogue of Life.